# Banu Gania

Árvore genealógica dos Banu Gania

Banu Gania (Banu Gania) foi a família de berberes sanhajas que, no período almóada (século XII), tentou restaurar os almorávidas no norte da África. Seu nome deriva da princesa almorávida Gania, filha do emir Iúçufe ibne Taxufine (r. 1061–1106), que foi dada em casamento para Ali ibne Iúçufe (r. 1106–1143) e com quem teve Iáia e Maomé, os primeiros membros da dinastia. O primeiro esteve ativo na luta contra os cristãos, e o segundo governou as ilhas Baleares sob os almorávidas, e depois da queda da dinastia tornou-se senhor das ilhas. Nas décadas subsequentes, se notabilizaram pela pirataria no Mediterrâneo e as ilhas eram refúgio dos perseguidos pelos cristãos no Alandalus e pelo Califado Almóada no Magrebe. Os Banu Gania a partir de Ali empreenderam uma série de ataques contra o Califado Almóada no Magrebe Central e Ifríquia, causando grandes destruição e desestabilizando aquele país. As ilhas foram conquistadas em 1203, com a submissão de Abedalá, e os Banu Gania foram definitivamente derrotados em 1237, com a morte de Iáia, irmão de Ali e Abedalá.

## História

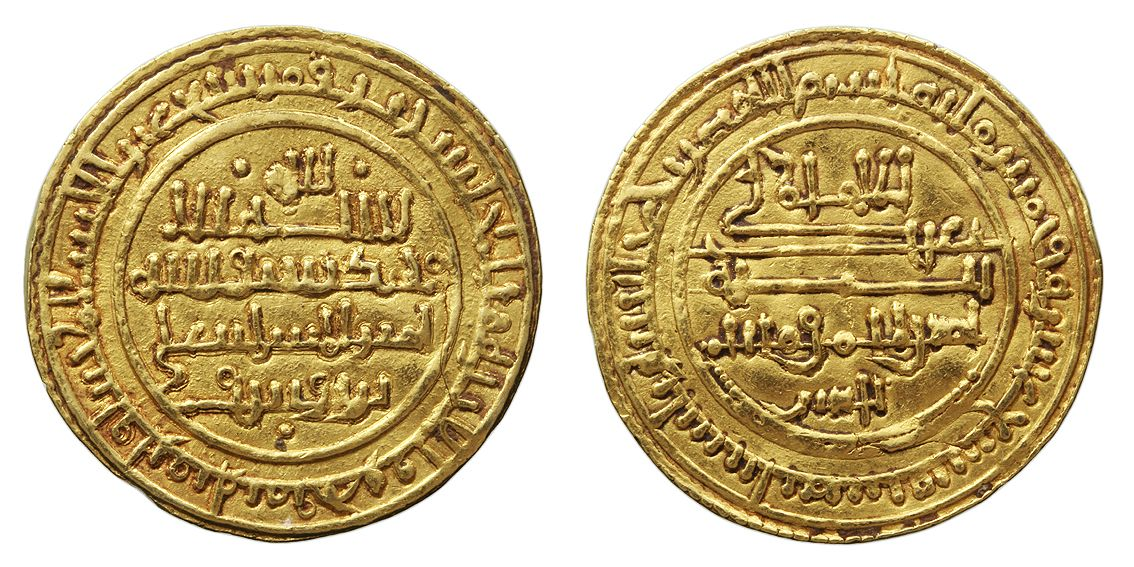
Dinar do emir Ali r.

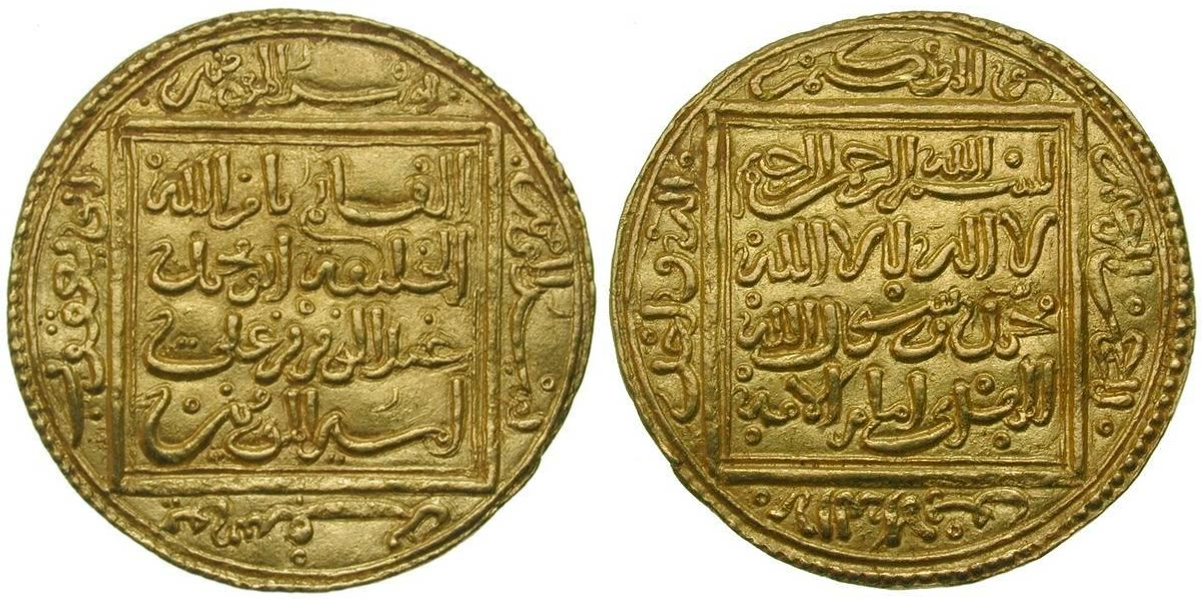
Dinar de r.

Os Banu Gania eram uma família de berberes sanhajas, cujo nome feminino tem ligação com uma princesa almorávida que foi dada em casamento pelo emir Iúçufe ibne Taxufine (r. 1061–1106) para Ali ibne Iúçufe (r. 1106–1143), chefe da família. Ele teve dois filhos com ela, Iáia e Maomé. Iáia lutou com vigor contra o rei Afonso I de Aragão (r. 1104–1134) e foi governador de Múrcia e Valência. Por 13 anos com sucesso defendeu Córdova contra Afonso, mas após novos ataques foi forçado a se submeter. Iáia também defendeu o Alandalus dos invasores almóadas, que atracaram em 1146, sendo ele um dos últimos defensores dos domínios almorávidas ali, mas faleceu em Granada em 1148. Maomé, seu irmão, foi nomeado governador das ilhas Baleares por Ali em 1126. No tempo do colapso do Império Almorávida, muitos membros do combalido clã fugiram às ilhas, onde Maomé foi declarado um soberano independente e uma nova dinastia foi iniciada.
Após uma revolução palaciana, o poder passou para Ixaque em 1156. Sob seu governo, o pequeno reino enriqueceu pela pirataria às custas de cristãos e as ilhas foram povoadas por refugiados e prisioneiros. Ixaque morreu em 1183 durante uma expedição e seu filho mais velho Maomé II o sucede, mas em decorrência das ameaças do califa Abu Iacube Iúçufe I (r. 1163–1184) foi forçado a reconhecer sua soberania. Maiorca recebeu um representante da autoridade almóada, porém logo os maiorquinos se rebelaram e entregaram o poder para Ali, irmão de Maomé. Pressionado pelos refugiados que o cercavam, decidiu conduzir uma guerra contra os almóadas na Barbária (Magrebe Central e Ifríquia). 23 barcos desembarcaram as tropas perto de Bugia, antiga capital do Reino Hamádida e agora capital de uma província subordinada a Marraquexe, o centro de poder do Califado Almóada. A perda de estatuto da cidade e a vinda dos sanhajas permitiram sua fácil conquista em 12 de novembro de 1184 ou 22 de maio de 1185 quando a guarnição estava ausente e os habitantes estavam na mesquita.

Ruínas do Alcalá dos Banu Hamade

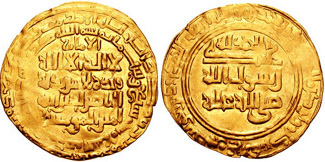
Dinar do califa Anácer r.

Derrotando as tropas almóadas que retornavam para Bugia, Ali ganhou apoio de vários árabes nômades hilálios dos judans, rias e atebajes. Deixando o governo de Bugia com seu irmão Iáia, marchou para oeste, capturando Argel, Achir, Muzaia e Miliana, e então, retornando para leste e recrutando vários aliados no caminho, ocupou Alcalá dos Banu Hamade e sitiou Constantina. Ciente de seus sucessos, o califa Abu Iúçufe Iacube (r. 1184–1199) enviou de Ceuta expedição marítima e terrestre sob seu sobrinho, o saíde Abu Zaíde, que retomou as cidades perdidas e expulsou Iáia de Bugia na primavera de 1186 e marchou contra Ali. Ali foi forçado a erguer o bloqueio de Constantina e, fugindo pelo deserto, passou pelo sul do Orés e alcançou Jaride, que tornar-se-ia sua base de operações, onde tomou Tozir e Gafsa com ajuda dos árabes locais. Se colocando como um soberano, prestou homenagem ao califa abássida Anácer (r. 1180–1225), que prometeu apoiá-lo. De Gafsa, foi a Trípoli, onde se aliou com Caracuxe, escravo liberto de origem armênia de um sobrinho do sultão Saladino (r. 1174–1193), que governou o país com tropas oguzes. Com reforços oguzes e árabes dos Banu Hilal e solaimitas, Ali entrou na Ifríquia, deixando um rastro de destruição. Tentou capturar Mádia e Túnis, mas precisou fugir ao Jaride ao saber que Abu Iúçufe Iacube marchava contra ele.
Ele foi perseguido por 6 000 cavaleiros e se empenhou em atraí-lo para seu território, onde os confronta em Umra, perto de Gafsa, e inflige-lhes pesada derrota em 24 de junho de 1187. Iacube marchou contra Cairuão, impedindo que fosse a Gafsa e derrotando-o em Alhama em 14 de outubro; as tropas de Ali foram aniquiladas, mas ele escapou. Em 15 de outubro, Iacube marchou contra Caracuxe e ocupou-lhe sua base em Gabes, capturando sua família e apossando‑se de seus tesouros, mas poupando‑lhe a vida. Após essas vitórias, esforçou-se para restabelecer a autoridade almóada nas regiões conturbadas, organizando missões de limpeza no Jaride, o rico manancial que alimentava forças inimigas, e tomando Tozir, Taquius, Nafti e Gafsa, onde castigou agentes ganíadas com rigor, mas mostrou clemência com os turcomanos oguzes do exército inimigo. Em meio a isso, Ali faleceu em 1188 e o poder passou para seu irmão Iáia, que pelos 40 anos seguintes causou duros golpes no Califado Almóada.

Califado Almóada em seu zênite

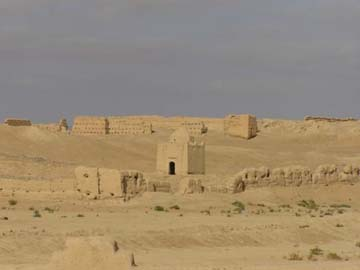
Ruínas de Sijilmassa

Suas ações começaram com suas tentativas infrutíferas contra Constantina. Ele retirou-se para o deserto e se reuniu com Caracuxe. Em 1195, ajudado pelos solaimitas, tomou Trípoli e Gabes e então avançou para norte, onde capturou Mádia de ibne Albedelcarim Arragragui. Em dois anos de campanha conquistou Béja, Biscra, Tébessa, Cairuão e Anaba, onde instalou governadores que obrigou a recitarem preces em nome do califa abássida. Em 14/15 de dezembro de 1203, o governador almóada de Túnis, Side Abuçaíde, se rendeu a ele. Ciente de que os carijitas dos Nafuça estavam se proliferando dada sua ausência e pretendiam se revoltar, montou uma rápida expedição contra eles, os derrotando e extorquindo esmagadora indenização. Iáia, agora mestre da Barbária Oriental, estava no ápice de seu poder. Estava em Túnis quando soube que o califa almóada Maomé Anácer (r. 1199–1213) estava marchando contra ele. Iáia não esperou e fugiu para Jaride após deixar sua família e tesouros em segurança em Mádia.
Foi superado na planície de Tajura, onde sofreu pesada derrota. Os almóadas tomaram Túnis e houve grande massacre. Em seguida, as forças califais se dividiram em duas, um grupo liderado pelo próprio califa que marchou contra Mádia, e outro sob Abu Maomé que perseguiu Iáia. Mádia foi tomada após longo cerco em 9 de janeiro de 1206 e o governador Ali ibne Gazi, sobrinho de Iáia, se rendeu e se juntou aos almóadas em 11 de janeiro. Voltando a Túnis, onde ficou por um ano, Anácer decidiu-se à reorganização da província e confiou a reconquista e pacificação do país a seu irmão Abu Ixaque; ele submeteu os matmatas e nafuças e perseguiu Iáia – que à época foi derrotado e despojado de suas riquezas por Abu Maomé –, mas não logrou capturá-lo. Anácer nomeou Abu Maomé como governador da Ifríquia, posição que aceitou apenas sob insistência do califa e sob condições que praticamente lhe dão poderes de vice-rei.
Em maio de 1207, Anácer retornou ao Marrocos. No caminho, Iáia, que reapareceu com apoio dos árabes Ria, solaimitas e Dauauida, tentou interceptá-lo, mas foi vencido na planície do rio Chelife e fugiu pela orla do deserto à Ifríquia. Recrutou novos aliados nômades e se encontrou com Abu Maomé no rio Xabru, perto de Tébessa, onde sofreu nova derrota. Retornou para oeste tão longe quanto Tafilete e tomou Sijilmassa, que foi pilhada. Carregado de butim, encontrou-se com o governador de Tremecém e derrotou-o e passou através de Tiarete, que devastou junto de muitas outras cidades do Magrebe Central. Em seu retorno, encontrou-se com Abu Maomé, que o derrotou. Pouco depois, nos Nafuça, outra batalha em 1209 foi catastrófica. Essas derrotas obrigaram Iáia fugir decisivamente da Ifríquia e procurar refúgio em Uadane, no sul da Tripolitânia. Caracuxe foi instalado lá, mas capitulou, incapaz de resistir a seu antigo rival, e foi executado. Abu Maomé foi substituído no governo pelo príncipe mumínida Abu Alá, que recomeçou a luta com Iáia. O último, tomando o campo, ocupou Biscra e se preparou para marchar contra Túnis, mas suas forças foram dizimadas num combate em Majdul em 1223, obrigando-o a fugir. Perdendo a esperança de continuar a luta na Ifríquia, Iáia reuniu novos aliados no sul e marchou contra o Magrebe Central, onde sitiou Délis, Mitija e Argel e incitou uma revolta em Tremecém que quase causou o reconhecimento da suserania almorávida. Ele fugiu diante de um exército de Túnis que marchou contra ele e se refugiou em Sijilmassa em 1226. Nos 11 anos seguintes, continuou conduzindo raides e pilhando junto a fronteira do Magrebe Ocidental, perecendo em combate em 1237, nas margens do rio Chelife, não muito longe de Miliana.